# 交響曲第1番 (ニールセン)
交響曲第1番　ト短調（Symfoni Nr.1 g-Moll op.7, FS.16）は、1891年～1892年にかけて作曲されたカール・ニールセンの最初の交響曲。
ニールセンの個性はまだあまり表れていないものの、若々しさに満ち溢れた曲で、ブラームスやヨハン・スヴェンセンの影響がみられる。

## 曲の構成
- 第1楽章　アレグロ・オルゴリオーゾ（Allegro orgoglioso）
- 第2楽章　アンダンテ（Andante）
- 第3楽章　アレグロ・コーモド（Allegro comodo）
- 第4楽章　アレグロ・コン・フオーコ（Allegro con fuoco）

第1楽章、ハ長調からト短調へ至る力強い和音で始まる第1主題は、付点音符と5度の下降に特徴がある。第2主題は管から始まり。メロディアスで転調を重ねる。展開部では両主題が対比しながらクライマックスを築く。トロンボーンに導かれて再現部。コーダでは低音が第1主題の動機を強く奏し、曲を閉じる。
第2楽章では金管楽器はホルンのみが使用される。弦の美しい響きで始まる。ティンパニの連打でクライマックスに至る。凍て付いた荒野を想起するような音楽。和らいだ雰囲気で曲を閉じる。
第3楽章は知的で牧歌的な独特の雰囲気。シンコペーションに特徴ある第1主題。ヴァイオリンが悲しげに奏でる第2主題。主部はスケルツォ風。中間部はホルンの重奏で始まり、穏やかでおごそか。主部の再現のあと、ホルンの重奏が帰ってきて、収束する。
第4楽章、冒頭の第1主題はリズミカル。第2主題は木管から。展開部では新しいモティーフが現れ、第1主題と絡み合う。トランペットに導かれて再現部となる。コーダは輝かしい。ト短調の作品であるのにもかかわらずハ長調で終わっているのは興味深いが、この転調は第1楽章冒頭の逆行である。

## オーケストラ編成
フルート3（うち1本はピッコロ持ち替え）、オーボエ2、クラリネット2、ファゴット2、ホルン4、トランペット2、トロンボーン3、ティンパニ、弦5部

## 初演・出版等

### 世界初演
1894年3月14日、ヨハン・スヴェンセン指揮のコペンハーゲン宮廷劇場管弦楽団により行われた。

### 日本初演
1928年2月18日、宝塚小劇場にて、J.ラスカ指揮の宝塚交響楽協会により行われた。

### 出版
1894年、ウィルヘルム・ハンセン社

### 演奏時間
およそ35分。